# Lista de parques estaduais de New Hampshire

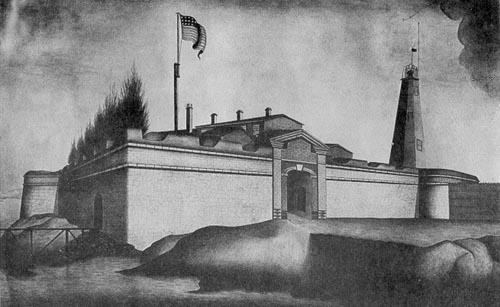
Sítio Histórico da Fort Constitution

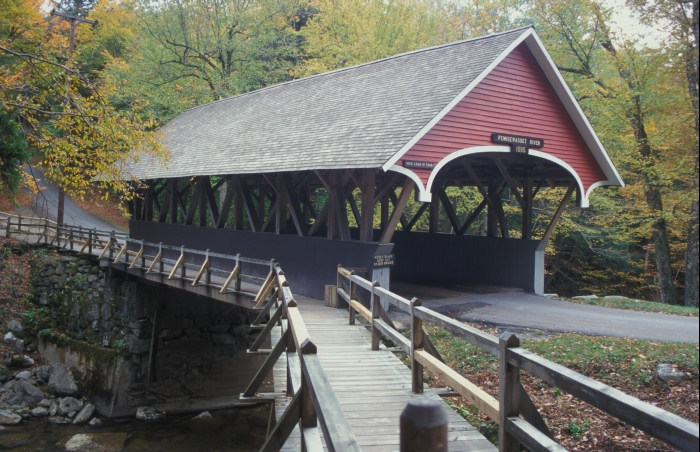
Parque Estadual de Franconia Notch

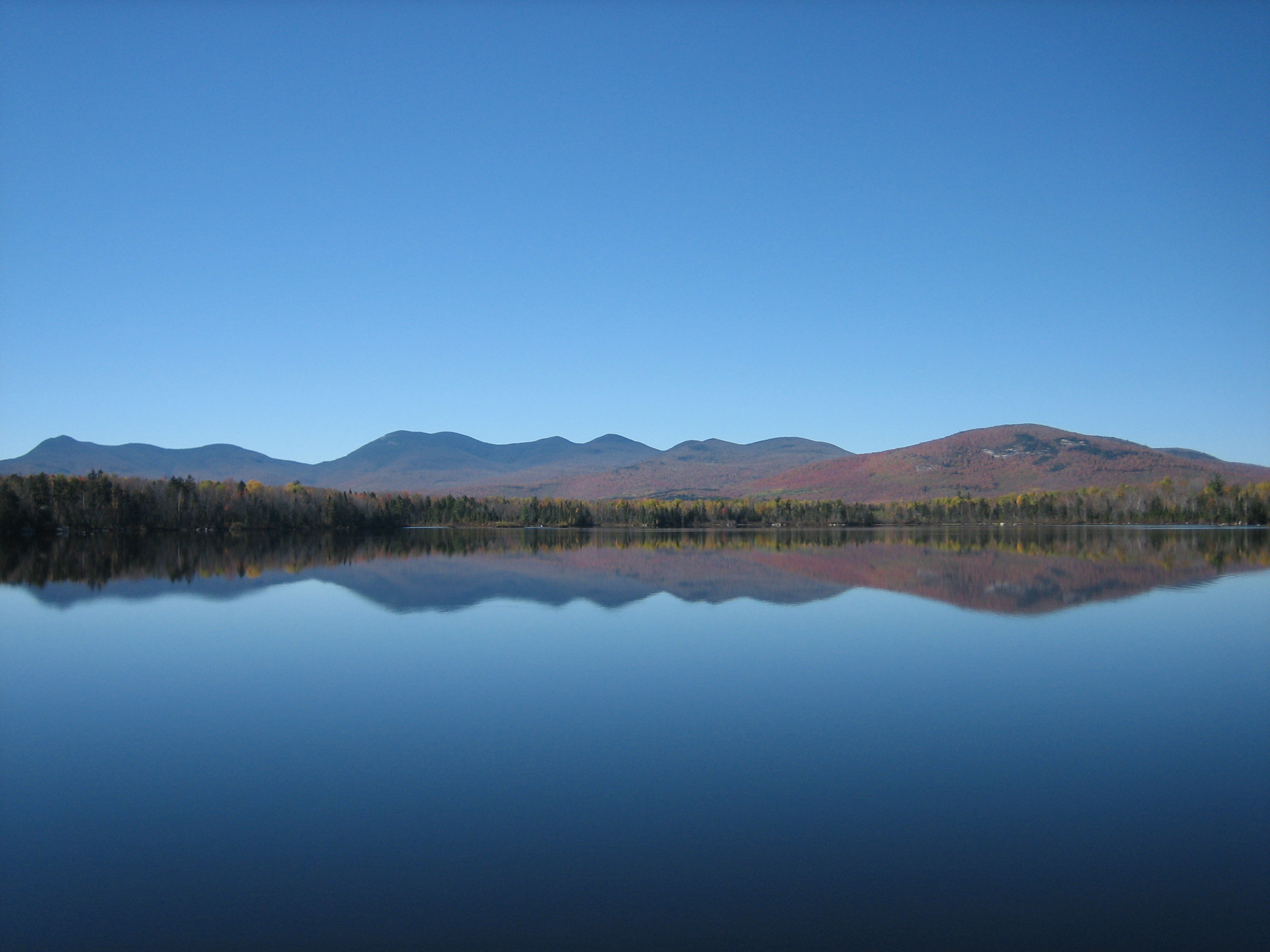
Parque Estadual de Jericho Lake

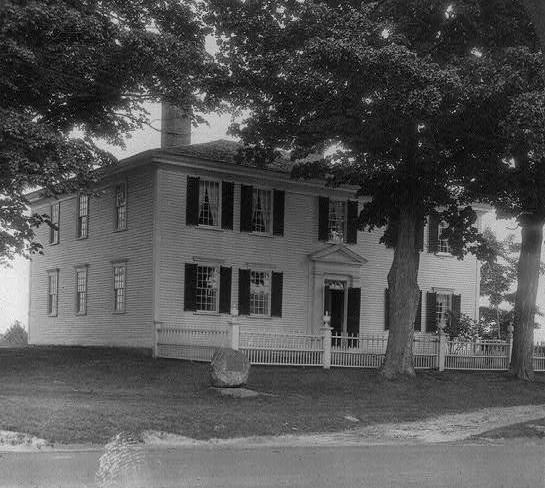
Franklin Pierce Homestead

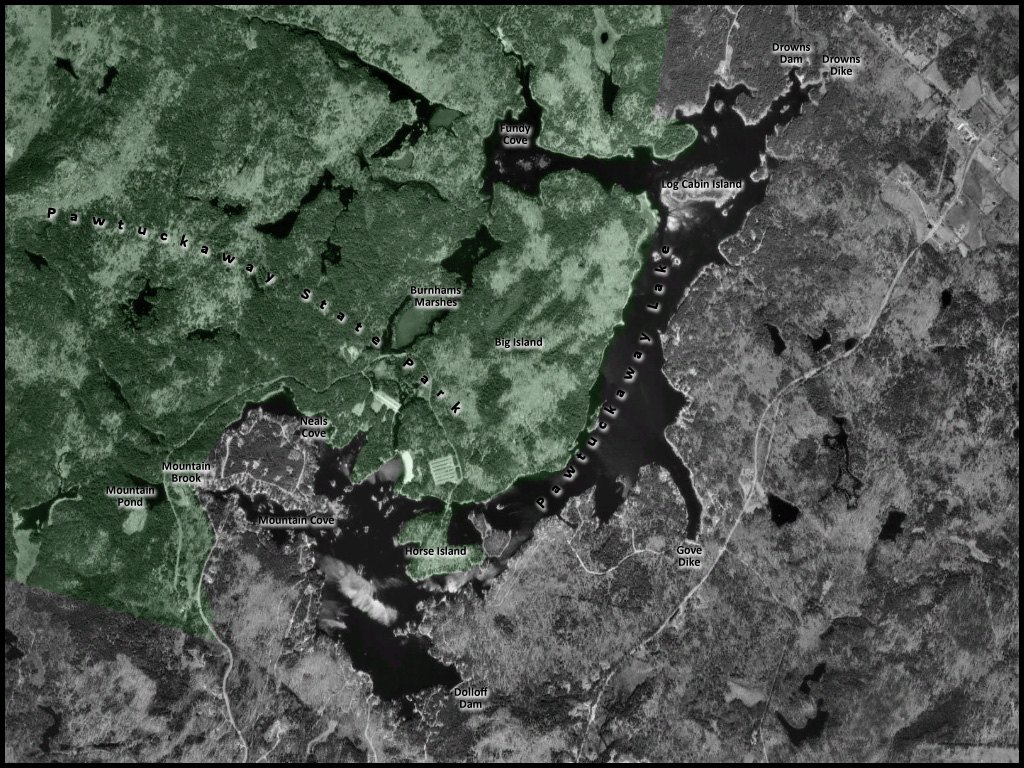
Parque Estadual de Pawtuckaway

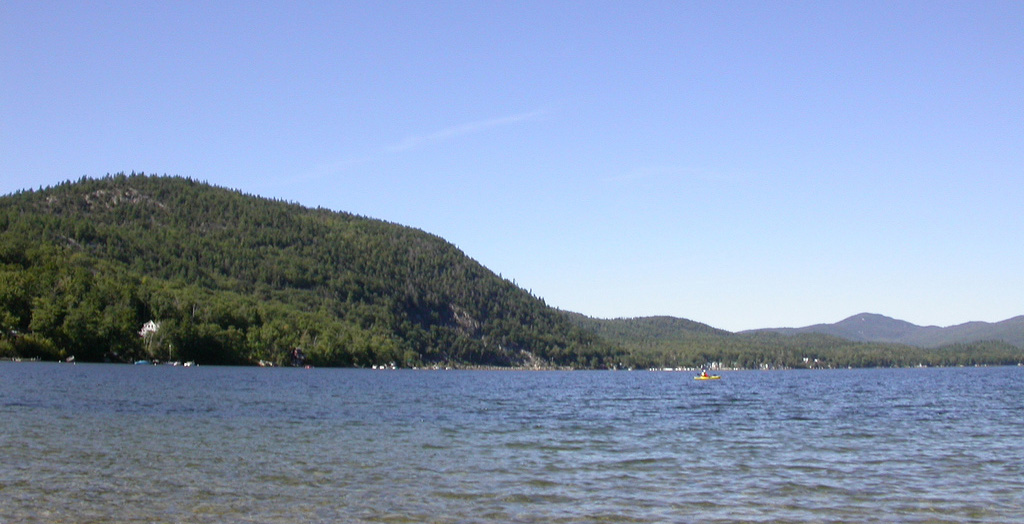
Parque Estadual Wellington

Esta é uma lista dos parques estaduais de New Hampshire, Estados Unidos:
- Parque Estadual de Ahern
- Parque Androscoggin
- Parque Annett
- Parque Estadual de Bear Brook
- Parque Beaver Brook Falls
- Parque Estadual de Bedell Bridge
- Parque Estadual de Cardigan
- Área Natural de Chesterfield Gorge
- Parque Estadual de Clough
- Parque Estadual de Coleman
- Parque Estadual de Crawford Notch
- Local de Nascimento de Daniel Webster
- Camping de Deer Mountain
- Parque Estadual de Dixville Notch
- Camping de Dry River
- Parque Estadual de Echo Lake
- Parque Eisenhower Memorial
- Parque Estadual de Ellacoya
- Endicott Rock
- Parque Estadual de Forest Lake
- Sítio Histórico da Fort Constitution
- Sítio Histórico do Fort Stark
- Parque Estadual de Franconia Notch
- Franklin Pierce Homestead
- Parque Gardner Memorial
- Sítio Histórico de Governor Wentworth
- Parque Estadual de Greenfield
- Parque Estadual de Hampton Beach
- Hannah Duston Memorial
- Praia Estadual de Jenness
- Parque Estadual de Jericho Lake
- Sítio Histórico de John Wingate Weeks
- Parque Estadual de Kingston
- Camping Lafayette
- Parque Estadual de Lake Francis
- Parque Estadual de Lake Tarleton
- Área Natural de Madison Boulder
- Parque Estadual de Milan Hill
- Parque Estadual de Miller
- Parque Estadual de Mollidgewock
- Parque Estadual de Monadnock
- Parque Estadual de Moose Brook
- Parque Estadual e praia de Mt. Sunapee
- Parque Estadual de Mount Washington
- Parque Nansen
- North Beach (New Hampshire)
- Praia Estadual de North Hampton
- Parque Estadual de Northwood Meadows
- Parque Estadual de Odiorne Point
- Parque Estadual de Pawtuckaway
- Parque Estadual de Pillsbury
- Parque Estadual de Pisgah
- Parque Estadual de Rhododendron
- Robert Frost Farm
- Parque Estadual de Rollins
- Parque Estadual de Rye Harbor
- Área natural de Sculptured Rocks
- Parque Estadual de Silver Lake (New Hampshire)
- Sítio Histórico Estadual de Taylor Mill
- Parque Estadual de Umbagog Lake
- Parque Estadual de Wadleigh
- Praia Estadual de Wallis Sands
- Parque Estadual Wellington
- Parque Estadual de Wentworth
- Mansão de Wentworth-Coolidge
- Parque Estadual de White Lake
- Parque Estadual de Winslow